# Atari VCS
Atari VCS (codenaam: Ataribox) is een mini-spelcomputer geproduceerd door Atari SA die wereldwijd op 15 juni 2021 is uitgebracht.

## Beschrijving
Het uiterlijk en de naam is een hommage aan de Atari 2600-spelcomputer. De VCS speelt moderne computerspellen en streaming media via een op Ubuntu-gebaseerd besturingssysteem genaamd AtariOS. Gebruikers kunnen compatibele spellen downloaden en installeren naar het interne geheugen van 32 GB, dat door de gebruiker kan worden uitgebreid.
De spelcomputer werd aangekondigd in 2017 en is deels gefinancierd door een crowdfunding in 2018. Mensen die het project hebben ondersteund ontvingen al een exemplaar in december 2020, een half jaar voor de officiële uitgave.
Men plaatst de Atari VCS tussen een spelcomputer en een gaming-pc, twee segmenten waarin Atari voorheen spellen voor produceerde. De ontwerpers trokken lessen uit het commercieel mislukte project van de Ouya, een vergelijkbare door crowdfunding gefinancierde microconsole. Zo wilde men het Linux-besturingssysteem direct gebruiken, in plaats van een beperkte Android-versie, om de gebruikers meer mogelijkheden en een meer open systeem te bieden. Ook besloot men om een krachtigere grafische processor in te bouwen.

## Technische specificaties
- Processor: AMD Ryzen R1606G, twee cores, klokfrequentie 2,6 GHz
- Grafische processor: Radeon Vega 3, drie cores, klokfrequentie 1,2 GHz
- Werkgeheugen: 4 GB (VCS 400) of 8 GB (VCS 800)
- Opslag: 32 GB intern (uitbreidbaar) en USB-opslag (extern)
- Besturingssysteem: AtariOS (aangepaste versie van Ubuntu)
- Besturing: Classic Joystick, Modern Controller
- Audio: HD Audio
- Video: HDMI-uitgang, ondersteuning voor 4K-beeldresolutie
- Connectiviteit: Wi-Fi 802.11ac, gigabit ethernet, Bluetooth 5.0, 4x USB 3.0
- Afmetingen: 29,5 cm × 15,0 cm × 4,8 cm (l × b × h)
- Gewicht: 1,4 kg

## Ontvangst
Ondersteuners van de crowdfunding hadden de spelcomputer al zes maanden eerder in hun bezit. De ontvangst van het apparaat was gemengd. Zo prees men de compacte afmetingen en het ontwerp. Kritiek werd gegeven op de architectuur, de Classic Joystick en de onduidelijkheid voor welke doelgroep het is bedoeld. Zowel CNET als IGN zeiden dat de Atari VCS een "identiteitscrisis heeft", omdat het niet uitblinkt als spelcomputer of gaming-pc.